# Doda (ort)
Doda är en ort i Indien.   Den ligger i unionsterritoriet Jammu och Kashmir, i den norra delen av landet, 500 km norr om huvudstaden New Delhi. Doda ligger 1 191 meter över havet och antalet invånare är 17 748.
Terrängen runt Doda är huvudsakligen mycket bergig. Doda ligger nere i en dal som går i öst-västlig riktning. Runt Doda är det ganska tätbefolkat, med 214 invånare per kvadratkilometer. Det finns inga andra samhällen i närheten. I omgivningarna runt Doda växer i huvudsak barrskog.